# George Giles
George Robert Bayne Giles (21 de dezembro de 1913 — 14 de julho de 1973) foi um ciclista neozelandês que competia no ciclismo de estrada e pista. Representou Nova Zelândia nos Jogos Olímpicos de Verão de 1936 em Berlim e nos Jogos do Império Britânico de 1938 em Sydney, onde conquistou a medalha de bronze na prova de velocidade.